# Canton (Pennsilvània)
Canton és una població dels Estats Units a l'estat de Pennsilvània. Segons el cens del 2000 tenia 1.807 habitants.

## Demografia
Segons el cens del 2000, Canton tenia 1.807 habitants, 758 habitatges, i 475 famílies. La densitat de població era de 612 habitants per quilòmetre quadrat.
Dels 758 habitatges en un 31,4% hi vivien nens de menys de 18 anys, en un 45,3% hi vivien parelles casades, en un 13,6% dones solteres, i en un 37,3% no eren unitats familiars. En el 34,6% dels habitatges hi vivien persones soles el 18,7% de les quals corresponia a persones de 65 anys o més que vivien soles. El nombre mitjà de persones vivint en cada habitatge era de 2,36 i el nombre mitjà de persones que vivien en cada família era de 3,01.
Per edats la població es repartia de la següent manera: un 27,4% tenia menys de 18 anys, un 7,5% entre 18 i 24, un 26,5% entre 25 i 44, un 20,1% de 45 a 60 i un 18,5% 65 anys o més.
L'edat mediana era de 36 anys. Per cada 100 dones de 18 o més anys hi havia 79,1 homes.
La renda mediana per habitatge era de 26.848 $ i la renda mediana per família de 37.645 $. Els homes tenien una renda mediana de 29.071 $ mentre que les dones 23.804 $. La renda per capita de la població era de 13.537 $. Entorn del 13,7% de les famílies i el 15,6% de la població estaven per davall del llindar de pobresa.

## Poblacions properes
El següent diagrama mostra les poblacions més properes.